# Greenock Morton
Greenock Morton (offiziell: Greenock Morton Football and Athletic Club) ist ein schottischer Fußballverein aus Greenock. Der Verein spielt in der Scottish Championship, der zweithöchsten Spielklasse im schottischen Fußball.

## Vereinsgeschichte

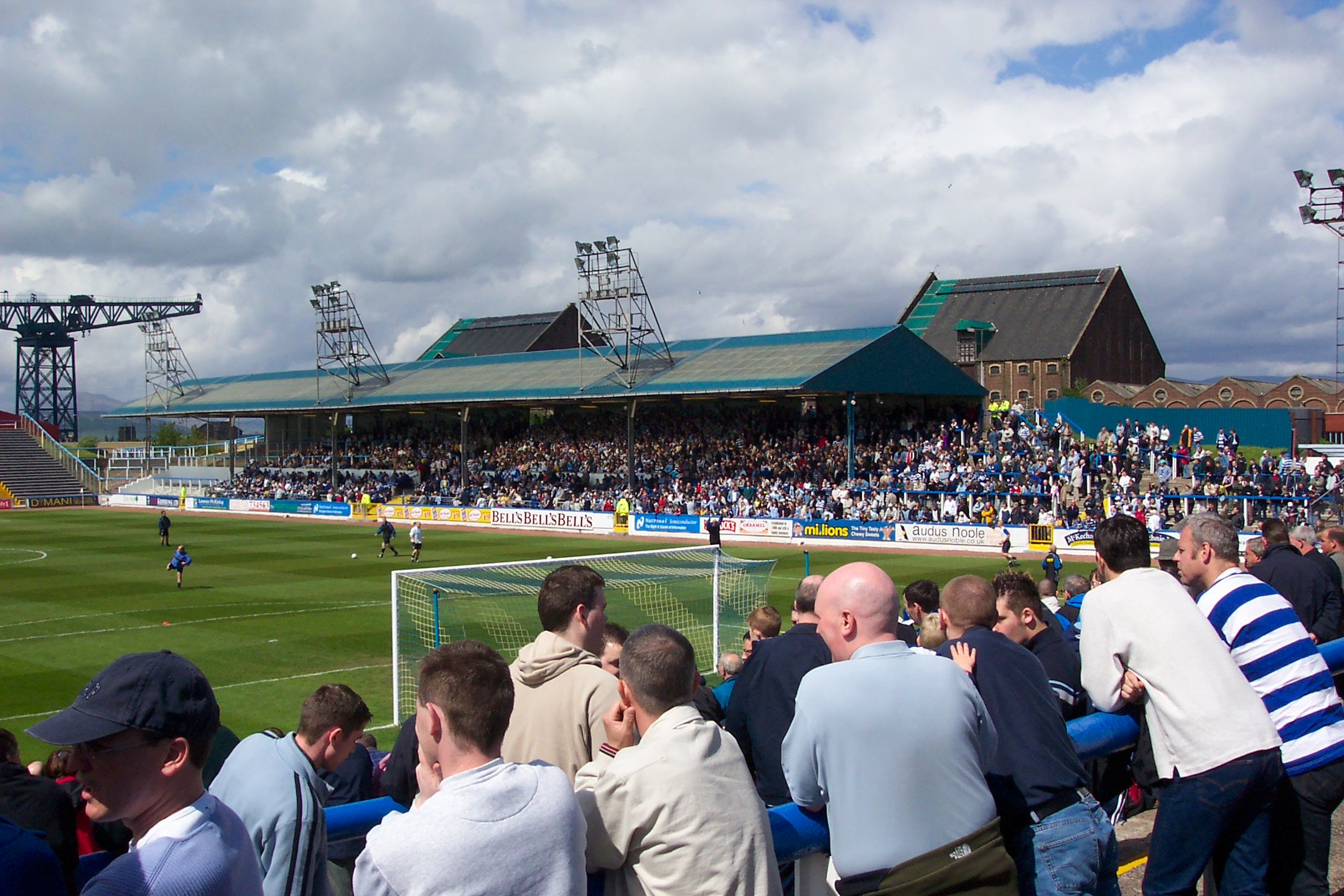
10. Mai 2003, Aufstiegsspiel gegen Peterhead

Der Verein wurde 1874 unter dem Namen Morton Football Club gegründet und ist damit einer der ältesten Verein im schottischen Profifußball. Bereits 1886 wurde Greenock Morton in eine Limited Company umgewandelt. Der Club war 1893 Gründungsmitglied der Second Division. 1900 gelang der Aufstieg in die First Division. Den Höhepunkt der Vereinshistorie markiert der Gewinn des schottischen Pokals 1922. Im Finale wurden die hochfavorisierten Rangers aus Glasgow besiegt.
Lange hatte der Verein mit finanziellen Schwierigkeiten zu kämpfen, was darin resultierte, dass man sich in der 4. Liga wiederfand. Erst 2007 konnte man wieder in die 2. Liga aufsteigen.

## Erfolge
- Schottischer Pokalsieger: 1922

## Spieler und Trainer

### Trainerchronik
| - George Morell (1904–1908) - Bob Cochrane (1908–1927) - David Torrance (1928–1931) - Bob Cochrane (1931–1934) - Jackie Wright (1934–1938) - Jimmy Davies (1939–1955) - Gibby McKenzie (1955–1957) - Jim McIntosh (1957–1960) - Hal Stewart (1961–1972) - Eric Smith (1972) - Hal Stewart (1972–1974) - Erik Sorenson (1974–1975) - Joe Gilroy (1975–1976) - Benny Rooney (1976–1983) - Alex Miller (1983) |  | - Tommy McLean (1983–1984) - Willie McLean (1984–1985) - Allan McGraw (1985–1997) - Billy Stark (1997–2000) - Ian McCall (2000) - Allan Evans (2000–2001) - Ally Maxwell (2001) - Peter Cormack (2001–2002) - Dave McPherson (2002) - John McCormack (2002–2004) - Jim McInally (2004–2008) - Davie Irons (2008–2009) - James Grady (2009–2010) - Allan Moore (seit 2010) |  |

## Europapokalbilanz
| Saison  | Wettbewerb        | Runde    | Gegner     | Gesamt | Hin     | Rück    |
| ------- | ----------------- | -------- | ---------- | ------ | ------- | ------- |
| 1968/69 | Messestädte-Pokal | 1. Runde | FC Chelsea | 3:9    | 0:5 (A) | 3:4 (H) |

Gesamtbilanz: 2 Spiele, 2 Niederlagen, 3:9 Tore (Tordifferenz −6)